# 無制限探險隊
《無制限探險隊》（英語：The Finite Adventure Crew）是香港MakerVille製作的野外生態探索真人騷節目，由「格仔導演」劉諾衡率領的無制限OT編集団製作，葉振弘及程人富主持，黃雅慧特別演出兼任隨隊醫生，顏聯武及文卓森（日記）旁白，於2023年10月18日至11月10日，逢星期一至五22:30－23:00在香港電視娛樂ViuTV播出。節目以「黃金画面」為關鍵主題拍攝，主持及製作團隊會到非洲不同國家拍攝野外生態及體驗野外歷奇生活。

## 每集一覽
| 集數 | 播映日期 | 主題                           | 國家                                             | 黃金画面                          |
| 1    | 10月18日 | 大！白！鯊！                   | 南非                                             | 超近距離·南露脊鯨                 |
| 2    | 10月19日 | 南非海岸線                     | 南非                                             | 南非海岸的奇特生物                |
| 3    | 10月20日 | 黃金畫面D.I.Y.                 | 南非                                             | 非洲最長Zipline上的絢爛彩虹       |
| 4    | 10月23日 | 黃金畫面病                     | 南非                                             | 真人中彈試驗                      |
| 5    | 10月24日 | 比黃金畫面更黃金的超級黃金畫面 | 南非                                             | 靈異畫面?                         |
| 6    | 10月25日 | 鴕鳥 · 蠍子 · 獅子山           | 南非                                             | 鴕鳥騎乘位 實試保護區電網         |
| 7    | 10月26日 | 非洲大水魚                     | 乌干达                                           | 笨豬跳上的絢爛彩虹 偶遇野生大象   |
| 8    | 10月27日 | 猩犀力竭 · 兵分兩路            | 乌干达                                           | 親手拍攝的白犀牛 野生山地大猩猩   |
| 9    | 10月30日 | 孤高の雀                       | 乌干达                                           | 親手拍攝的鯨頭鸛 自由飛翔的鯨頭鸛 |
| 10   | 10月31日 | Farm to table · 蚊子漢堡       | 乌干达                                           | 烏干達奇觀·蚊子風暴               |
| 11   | 11月1日  | 非洲大草原                     |                                                  | 親手拍攝的野生大象                |
| 12   | 11月2日  | 非洲大草原 II                  | 鴕鳥交配現場 親手拍攝的野生獅子 大遷徙過河名畫面 |                                   |
| 13   | 11月3日  | 肯亞紀念 · 一生一世的黃金畫面  | 親手拍攝的野生花豹 親手拍攝的黑犀牛 獅子交配現場 |                                   |
| 14   | 11月6日  | 拍咗唔好嘥                     | 全部                                             | 親手拍攝的細紋斑馬 獅子隊草現場   |
| 15   | 11月7日  | 餵鬣狗，咪縮手                 | 衣索比亞                                         | 鬣狗獵物POV 野生鬛狗拔河          |
| 16   | 11月8日  | 土著大奔走！                   | 衣索比亞                                         | 飲牛血的都市人                    |
| 17   | 11月9日  | 番外篇 - 非洲最高峰            | 坦桑尼亚                                         | （無）                            |
| 18   | 11月10日 | 最後的黃金畫面 - 地獄之門      | 衣索比亞                                         | 虹彩幞狀雲 憂傷浪子的眼淚         |

## 外部連結
- ViuTV：無制限探險隊（節目重溫） （页面存档备份，存于）
- ViuTV：無制限探險隊（足本版節目重溫） （页面存档备份，存于）
- ViuTV：製作中（第1集） - 格仔導演飛非洲，拍佢最想的動物片 （页面存档备份，存于）
- ViuTV：製作中（第4集） - 無製限黃金畫面 （页面存档备份，存于）
- ViuTV：製作中（第13集） - 要成組人等佢5個鐘！究竟係乜「鳥」 （页面存档备份，存于）
- ViuTV：製作中（第18集） - 真係冇Budget到咁? 全Crew人「捉蚊」為晚餐 （页面存档备份，存于）
- ViuTV：製作中（第22集） - 直擊拍攝鬣狗捕食現場 （页面存档备份，存于）
- ViuTV：製作中（第23集） - 越野車上奔馳 （页面存档备份，存于）
- ViuTV：製作中（第24集） - 95% 拍攝進度 （页面存档备份，存于）
- YouTube上的《無制限探險隊》記者會Live

## 電視節目變遷
| 香港 ViuTV 星期一至五 23:00－23:30             | 香港 ViuTV 星期一至五 23:00－23:30              | 香港 ViuTV 星期一至五 23:00－23:30 |
| ---------------------------------------------- | ----------------------------------------------- | ---------------------------------- |
|                                                | 無制限探險隊 （2023年10月18日－2023年11月10日） |                                    |
| 尼泊爾山步行 （2023年10月2日－2023年10月17日） | 男韓即地獄?! （2023年11月13日－2023年12月1日）  |                                    |